# Lasius capitatus
Lasius capitatus är en myrart som först beskrevs av Kuznetsov-ugamsky 1927.  Lasius capitatus ingår i släktet Lasius och familjen myror. Inga underarter finns listade i Catalogue of Life.